# José Tomás Pérez Sellés
José Tomás Pérez Sellés (Alacant, 26 d'agost de 1934 - 7 d'agost de 2001), va ser guitarrista clàssic i professor. És considerat com un dels grans mestres de la guitarra del segle xx, la seva influència va ser tracendental per a l'evolució de la tècnica guitarrística durant la segona meitat del segle xx. Va ser professor de molts guitarristes de tot el món. Va començar els seus estudis amb el compositor Óscar Esplá. D'aquest autor va transcriure per a guitarra la sonata per a piano Levante i també va realitzar el redescobriment de Tempo di sonata, que va estrenar al 1978.